# Lanová dráha Pec pod Sněžkou – Sněžka
Lanová dráha Pec pod Sněžkou – Růžová hora – Sněžka je dvouúseková lanová dráha v Krkonoších. Původní sedačková lanová dráha byla uvedena do provozu v roce 1949 a prostřední stanice Růžová hora byla přestupní. Sedačky byly dvoumístné, odpojitelné, sedělo se na nich bokem po směru jízdy, levým bokem napřed. Provoz na ní byl ukončen v roce 2012, přičemž stavba nové dráhy (jejíž trasa byla v Peci prodloužena blíže k městu) začala již na podzim 2011. V letech 2013 a 2014 byla nahrazena ve stejné, mírně prodloužené trase kabinkovou lanovou dráhou, která je opět tvořena dvěma na sobě nezávislými oběžnými lanovkami se střední stanicí na Růžové hoře, avšak kabinka může přecházet z jedné lanové dráhy na druhou bez přestupu cestujících. Kvůli nepříznivým povětrnostním podmínkám na Sněžce (silný vítr aj.) může být v některých dnech či obdobích v provozu pouze dolní úsek dráhy.

## Stanice
- Pec pod Sněžkou (826 m n. m.; původní lanovka: 890 m n. m.)
- Růžová hora (1334 m n. m.; původní lanovka: 1354 m n. m.)
- Sněžka (1594 m n. m.)

## Původní lanovka

### Historie
O lanovce na Sněžku uvažovalo ministerstvo dopravy již po ukončení války. Rokem 1945 je datován záměr vést lanovou dráhu Obřím dolem, přes rokli Rudníku k Obří boudě a odtud na vrchol Sněžky. Kvůli ochraně přírody a možným provozním problémům na strmém svahu nejvyšší české hory byla dráha přesunuta do dnešní trasy přes Růžovou horu a s dolní stanicí nacházející se blíže Peci.
Výstavba lanové dráhy započala v roce 1946 odlesněním pásu v dolní části trasy. Na dobu stavby byla postavena pomocná nákladní lanovka. Vlastní montáž dráhy proběhla v letech 1947–1948. Předběžný rozpočet z roku 1947 vyčíslil celkové náklady na 4 796 900 Kč.
Lanovku vyrobila Transporta Chrudim na základě licence švýcarské firmy Von Roll, typové označení je VR 101. Původně se uvažovalo o tom, že by se ve stanici Růžová hora nepřestupovalo, ale celá sedačka i s cestujícími by byla technickým zařízením s ruční nápomocí přesunuta na další úsek.
Dolní úsek na Růžovou horu byl zprovozněn 15. ledna 1949, na horním úseku byl zkušební provoz zahájen 10. listopadu 1949 a trvalý 1. července 1950. O lanovou dráhu byl velký zájem, během prvního roku provozu vyvezla na Růžovou horu 112 200 cestujících, dolů do Pece 82 291 osob.
Na horním úseku docházelo kvůli větru a námraze k padání lana z podpěr (v době, kdy úsek nebyl v provozu). V letech 1962–1963 proto Transporta Chrudim změnila umístění nebo výšku některých podpěr, k padání lana však docházelo i nadále, například v roce 1968 byla lanovka kvůli spadlému lanu vyřazena z provozu na pět dní.
Podle původního projektu byla lanovka postavena pro 17letý provoz. Bez větší rekonstrukce vydržela 30 let, do roku 1980, kdy musel být kvůli nesplnění požadavků nové státní normy provoz dočasně zastaven. Následujícího roku byl provoz obnoven, ale Státní odborný technický dozor Federálního ministerstva dopravy jej brzy opět zastavil, neboť nebyla zcela dohotovena montáž zabezpečovacího zařízení. Všechny nedokonalosti byly napraveny v roce 1982, kdy lanovka začala opět jezdit.
V minulosti lanovou dráhu provozovaly Československé státní dráhy a České dráhy, v železničním jízdním řádu byla vedena jako trať č. 4g, později 049 a 904. Naposledy byla v knižním jízdním řádu zahrnuta v roce 1997/1998. V roce 1997 ji České dráhy bezplatně předaly městu Pec pod Sněžkou (51 %) a obci Malá Úpa (49 %), v roce 1999 se jejím jediným vlastníkem stala Pec pod Sněžkou.
Od 1. července 1997 lanovku provozuje Lanová dráha Sněžka, a. s.,  zapsaná 1. dubna 1997, v níž má město Pec pod Sněžkou 71 procent.
V roce 2008 bylo vydáno stavební povolení pro novou, kabinovou lanovku, která povede původní trasou, ovšem bude prodloužena v Peci blíže k parkovišti. Stavba kabinové lanovky v byla zahájena 1. září 2011, kdy bylo předáno staveniště; v říjnu 2011 byly zahájeny přípravné práce na místě budoucí dolní stanice v Peci pod Sněžkou. Dne 13. května 2012 byl zastaven provoz na horním úseku Růžová hora – Sněžka, aby mohla být dráha rozebrána ještě během léta. Dolní úsek Pec pod Sněžkou – Růžová hora zůstal v provozu do 2. září 2012.
Národní technické muzeum v Praze uvedlo, že má zájem o několik částí původní lanovky, konkrétně jednu příhradovou podpěru, hnací zařízení a dvojici sedaček, které by mohly být vystaveny v připravovaném železničním muzeu na Masarykově nádraží v Praze.

### Popis

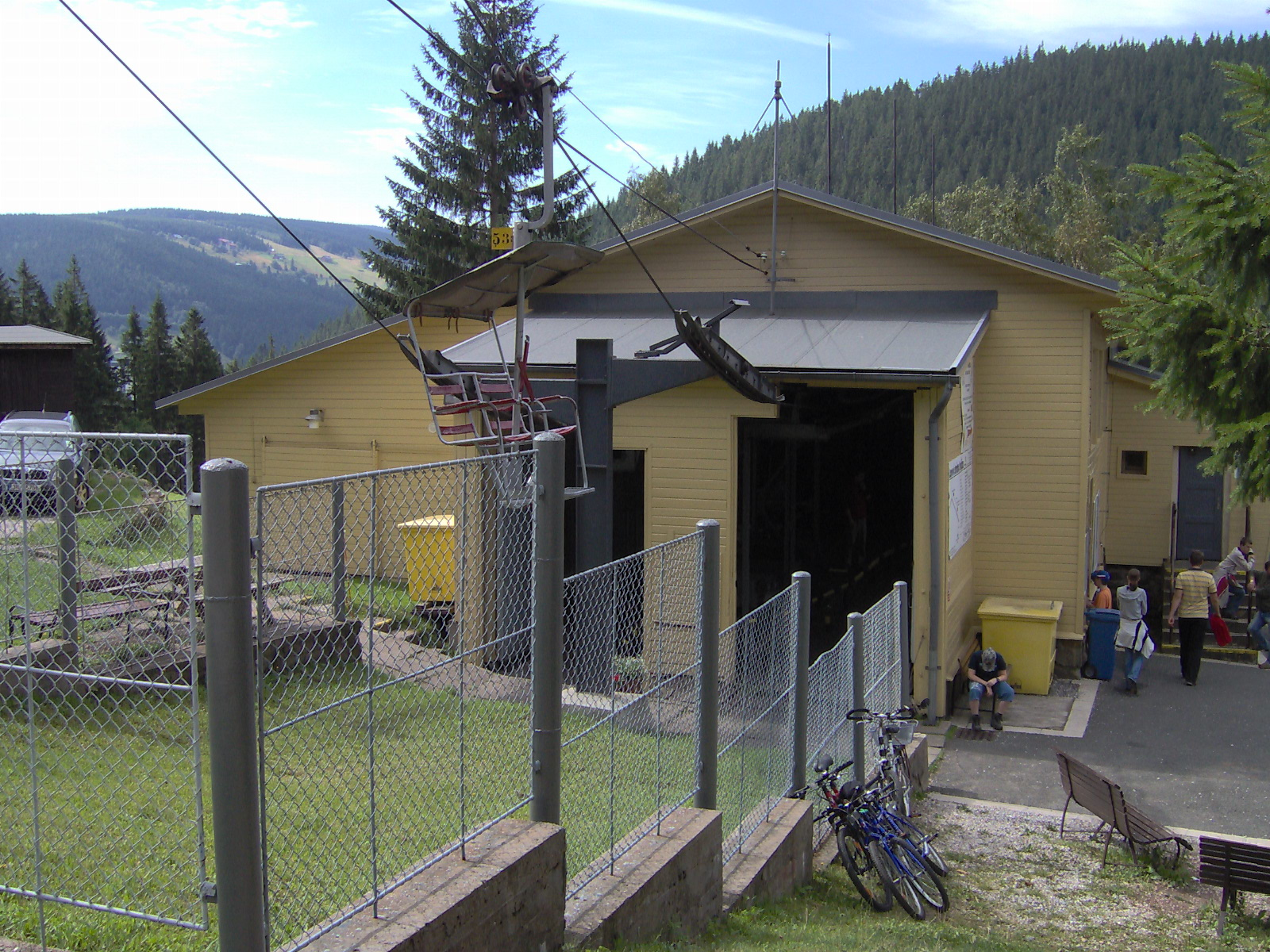
Původní dolní stanice Pec pod Sněžkou

Jednalo se o dvě samostatné sedačkové lanové dráhy oběžného systému. Pohon obou lanovek se nacházel v mezistanici Růžová hora, kde byl také zajištěn přestup mezi jednotlivými úseky.
Při dopravní rychlosti 2,5 m/s (9 km/h) měla lanovka kapacitu 250 osob/hod., jízdní doba v dolním úseku byla 11 minut, v horním úseku 13,5 minut. Šikmá (skutečná) délka dolního úseku byla 1560 metrů a horního úseku 1967 metrů.
Horní a dolní úsek byly vedeny zhruba v přímkovém půdorysu a navazovaly na sebe v úhlu asi 130°. Horní lanovka měla 23 podpěr, z toho 6., 12., 14., 16., 18. a 22. byly tlačné a ostatní nosné. Dolní úsek měl 19 podpěr, z toho podpěry č. 1, 6, 7 a 13 byly tlačné. Na horním úseku kolovalo 55 sedaček a na dolním 44 sedaček se standardním rozestupem 72 metrů. Výkon hlavního pohonu byl pro horní lanovku 55 kW, pro dolní 75 kW.

## Nová lanovka

### Příprava
Přestože podle původního projektu měla být životnost původní lanovky 17 let, lanovka jezdila bez větších úprav již téměř 60 let a v době ukončení provozu byla nejstarší provozní visutou lanovou dráhu v téměř původním stavu v České republice.
Rekonstrukce lanovky byla připravována již od roku 1971, přičemž většina projektů počítala s prodloužením k centru Pece pod Sněžkou; některé studie zvažovaly i možnost spojit lanovou Pec pod Sněžkou přes vrchol Sněžky s polským lyžařským centrem Karpacz.
V 80. letech se uvažovalo o výstavbě nové lanové dráhy. ČSD, tehdejší provozovatelé lanovky, stanovily rok 1986 jako konečný termín definitivního zastavení provozu, k čemuž však nedošlo. V roce 1990 si provozovatel objednal u ČVUT posouzení stavu budov a podpěr, které mělo sloužit jako „odrazový můstek“ ke stavbě nové dráhy. Zkoušené objekty však vyhověly bez větších problémů, takže lanovka zůstala nadále v provozu.
Některé skupiny aktivistů, odborníci i státní orgány ochrany přírody však vystupovaly proti vybudování nové lanovky, případně podporovaly zrušení stávající lanovky nebo alespoň jejího horního úseku kvůli tomu, že lanovka přiváží na hřebeny více turistů. Jan Štursa ze Správy KRNAP odhadoval, že zrušení lanovky by snížilo počet pěších návštěvníků vrcholových partií hor o 15–30 %.
V letech 1994–1995 a v letech 1999–2001 probíhala o uvažované výstavbě jednání se správou KRNAP. V červnu 2002 předložil navrhovatel Ministerstvu životního prostředí studii o dopadu projektu „Rekonstrukce lanové trati na Sněžku a sjezdové trati Růžohorky – Pec pod Sněžkou“ na životní prostředí (dokumentace EIA). Ministerstvo ji v listopadu 2002 vrátilo kvůli mnohým závadám k přepracování. V té době byla zmiňována snaha Správy KRNAP zrušit horní část lanovky.
V prosinci 2006 se město Pec pod Sněžkou dohodlo se správou KRNAP na výstavbě nové lanovky za podmínky, že nový lyžařský areál nebude zřízen u blízkých Růžohorek, ale na Vlašském vrchu na opačném břehu Úpy, a příslibu změny politiky regulace apartmánů. KRNAP však požadoval, aby nová lanovka neměla větší kapacitu než dosavadní, zatímco město chtělo postavit lanovku s osmimístnými kabinami s kapacitou 400 osob/hod. (v březnu 2007 město přistoupilo na požadavek Správy KRNAP). V letech 2006 a 2007 z jednání vyplývalo, že výstavba by mohla začít v roce 2008 a být dokončena roku 2009. Cena lanovky měla být asi 420 milionů korun a město očekávalo až 85% dotaci z evropských fondů. Od modernistických návrhů nových stanic (kovovo-skleněné promáčklé tubusy) musel investor ustoupit. Změna polohy se týkala jen dolní stanice, která měla být postavena blíže centru města – u chaty Lesovna a parkoviště U Kapličky. Dne 3. prosince 2007 schválila záměr výstavby lanovky v I. zóně národního parku vláda. V červenci 2008 získalo město Pec stavební povolení.

### Stavba a zprovoznění
Výstavba nové lanové dráhy byla oficiálně zahájena 22. září 2011, náklady byly předpokládány ve výši 300 milionů korun, z toho dvě třetiny hrazené z evropských fondů. Nová lanovka měla být zprovozněna na jaře 2014. Jedná se o dvouúsekovou osobní visutou jednolanovou dráhu oběžného systému typu GD4 s odpojitelnými čtyřmístnými kabinkami od italské firmy LEITNER A.G. Konečné náklady dosáhly částky 311 milionů korun, z nichž necelých 80 milionů korun zaplatilo město Pec pod Sněžkou, zbytek byl financován z fondů Evropské unie. Stavitelem byla trutnovská firma BAK.
Po ukončení provozu spodního úseku v září 2012 byla během následujících týdnů odstraněna původní dolní dráha a demolována stanice Růžová hora. Do konce roku byly také osazeny nové podpěry. V létě 2013 již byla technologie obou stanic téměř dokončena, do září bylo nataženo dopravní lano. Dne 9. října 2013 proběhly první zkušební jízdy kabinek, v listopadu byly absolvovány zátěžové zkoušky a 20. prosince 2013 byl dolní úsek lanové dráhy slavnostně zprovozněn.
Provoz na původním horním úseku byl ukončen dříve, již v květnu 2012. Během léta byla dráha odstraněna a demolována byla i stanice na Sněžce. Na podzim byla zahájena montáž nové horní stanice. V létě 2013 byly osazeny příhradové podpěry (s designem původních podpěr), během října bylo osazeno dopravní lano. První zkušební jízda proběhla 11. listopadu, následovaly zátěžové zkoušky. Celá dráha z Pece na Sněžku byla dokončena ještě v roce 2013, nicméně ke schválení horního úseku Drážním úřadem došlo na začátku roku 2014, zprovozněn byl 22. února téhož roku.
V listopadu 2021 došlo k úpravě podélného profilu horního úseku lanovky v blízkosti stanice na Sněžce. Původní nosná podpěra č. 17 byla zrušena a původní nosná podpěra č. 18 (nově č. 17) byla zvýšena o 2,7 m. Cílem bylo dosáhnout většího přítlaku, aby chod lana v kladkách byl přesný. V této části dráhy je totiž lano vystaveno působení vlivu nárazového větru a tvoření námrazy, což způsobovalo jeho nepřesný chod v kladkách a jeho poškozování.

## Provoz

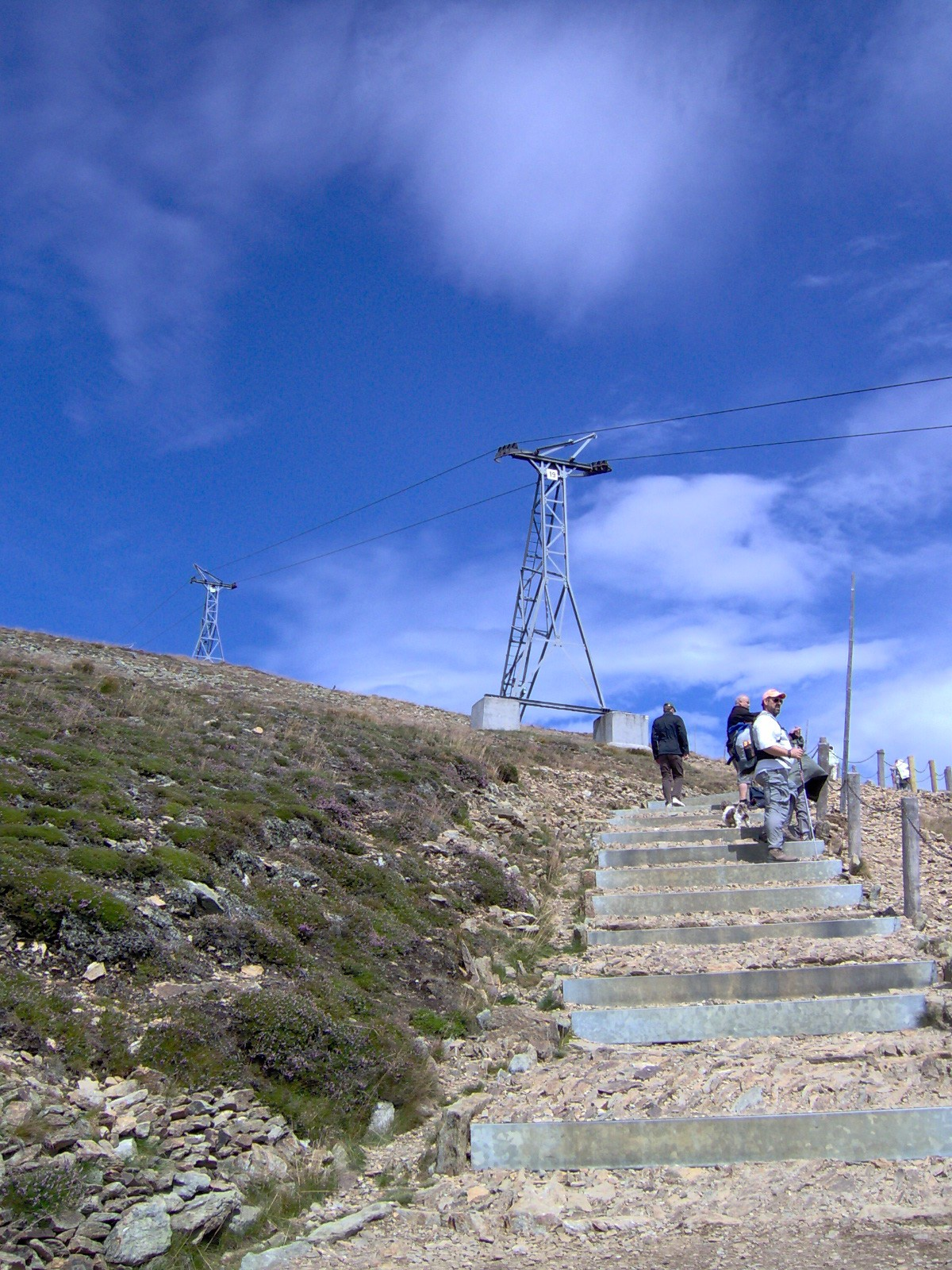
Horní část lanovky na Sněžku podchází turistická trasa

Lanovka jezdila denně každou celou hodinu od 8 do 18 hodin, v létě do 19 hodin. V dubnu a v listopadu bývala lanovka mimo provoz kvůli pravidelné údržbě.
V roce 2008 stála zpáteční jízdenka pro osobu nad 10 let věku a celý úsek 330 korun, pouze nahoru 180 korun, nejlevnější jízdenka pro osobu nad 10 let byla ze Sněžky na Růžovou horu, a to za 80 korun; různé slevy platily pro děti a organizované skupiny. Jízdní kola se nepřepravovala ani na jednom z úseků.
V období od zahájení provozu v roce 1949 do konce roku 1998 bylo ve stanici Pec pod Sněžkou odbaveno 9 667 940 cestujících směrem nahoru, na Sněžku vyjelo 6 011 003 osob a ze Sněžky dolů bylo přepraveno 3 945 796 cestujících. V 70. letech byl o cestování lanovkou takový zájem, že se u stanice v Peci tvořily v sezóně i několikahodinové fronty. V posledních letech provozu přepravovala lanovka na Sněžku asi 90 000 cestujících ročně.